# No, No, No (Destiny's Child)
No, No, No is een nummer van de Amerikaanse meidengroep Destiny's Child uit 1998, in samenwerking met de Amerikaanse rapper Wyclef Jean. Het is de eerste single van het titelloze debuutalbum van Destiny's Child.
Er bestaan twee versies van het nummer, Part I en Part II. De eerste versie duurt iets langer dan de tweede. "No, No, No" betekende de internationale doorbraak voor Destiny's Child. In de Amerikaanse Billboard Hot 100 en in de Nederlandse Top 40 behaalde het nummer de 3e positie. In Vlaanderen moest het nummer het echter met een 3e positie in de Tipparade doen.